# 2011–2012-es orosz labdarúgó-bajnokság (első osztály)
A 2011-2012-es Premjer-Liga az orosz labdarúgó-bajnokság legmagasabb szintű versenyének 20. alkalommal megrendezett bajnoki éve volt, 16 csapat részvételével. Ezúttal egy extrahosszú másfél éven át tartó bajnokságot rendeztek, annak érdekében, hogy az orosz csapatok a nemzetközi kupákban jól szerepeljenek. A tavaly is használt módszert, mely szerint tavaszi-őszi rendszerben zajlik a bajnokság, idén elutasították, úgy döntöttek, a bajnokság nyáron kezdődik, tél előtt meg lesz a legjobb 8 csapat, akik a felső házi Rájátszásban javíthatnak addig elért eredményeiken, a télen érkező igazolások segítségével, az alábbi módon: az addig összegyűjtött pontok megmaradnak, és ahhoz gyűjthetnek még hozzá a csapatok, hogy indulhassanak egy európai kupasorozatban. A maradék 8 csapat is Rájátszásban vesz részt, nekik azért kell küzdeni, hogy ne essenek ki a Premjer-Ligából (Az utolsó két, azaz a 15.-16. helyen végzett csapatok a másodosztályban folytatják, az előttük, azaz a 13.-14. helyen végzett csapatok Osztályzó mérkőzést játszanak, a 2. liga (Pervij Divizion) 3.-4. helyen végzett együtteseivel). A Szabályokról: Minden csapat keretében legalább 5 orosz állampolgárnak kell lennie, illetve legalább egy 1990, vagy előtte született (legfeljebb 21 éves) játékosnak is lennie kell (a Zenit - CSZKA mérkőzést 3-0 arányban a CSZKA Moszkvának ítélték, mert a Zenit Szentpétervár keretében nem volt ilyen játékos).

## Csapatok
| A 2011–2012-es orosz labdarúgó-bajnokság csapatai |                     |                     |                      |                        |
| A csapat teljes neve (rövid neve)                 | A csapat stadionja  | Előző szezon        | Elnök                | Vezetőedző             |
| FK Amkar Perm (Amkar)                             | Zvezda Stadion      | 14.                 | Gennadrij Silov      | Miodrag Božović        |
| FK Anzsi Mahacskala (Anzsi)                       | Dinamo Stadion      | 11.                 | Szulejman Kerimov    | Guus Hiddink           |
| PFK CSZKA Moszkva (CSZKA)                         | Kimki Aréna         | 2.                  | Jevgenyij Dzsiner    | Leonid Szlutszki       |
| FK Dinamo Moszkva (Dinamo)                        | Kimki Aréna         | 7.                  | Jurij Iszajev        | Szergej Szilkin        |
| FK Krasznodar (Krasznodar)                        | Kuban Stadion       | A Szaturn helyére   | Szergej Galitszkij   | Szavodzsub Muszlin     |
| PFK Krilja Szovetov Szamara (Krilja Szovetov)     | Metallurg Stadion   | 13.                 | Viktor Razvejev      | Andrej Kobelev         |
| FK Kuban Krasznodar (Kuban)                       | Kuban Stadion       | 2.(Pervij Divizion) | Alexandr Tacsikov    | Zenãu                  |
| FK Lokomotiv Moszkva (Lokomotiv)                  | Lokomotiv Aréna     | 5.                  | Olga Szmorodszkaja   | José Couceiro          |
| FK Rosztov-na-Donu (Rosztov)                      | Olimp-2             | 9.                  | Viktor Goncsarov     | Szergej Balaknin       |
| FK Rubin Kazany (Rubin)                           | Centralni Stadion   | 3.                  | Dimitrij Szamavenkin | Kurban Berdjev         |
| FK Szpartak Moszkva (Szpartak M)                  | Luzsnyiki Stadion   | 4.                  | Leonid Fedun         | Valerij Karpin         |
| PFK Szpartak-Nalcsik (Szpartak-N)                 | Szpartak Stadion    | 6.                  | Vlagyimir Balac      | Szergej Tasujev        |
| RFK Tyerek Groznij (Tyerek)                       | Akmad Aréna         | 12.                 | Ramzan Kadjirov      | Sztaniszlav Csevcseszo |
| FK Tom Tomszk (Tom)                               | Trud Stadion        | 8.                  | Jurij Sztyepanov     | Szergej Perednya       |
| FK Volga Nyizsnyij Novgorod (Volga)               | Lokomotiv Stadion   | 1.(Pervij Divizion) | Alexej Gojkman       | Dimitrij Cserisev      |
| FK Zenit Szentpétervár (Zenit)                    | Petrovszkij Stadion | 1.                  | Alexandr Gyukov      | Luciano Spalletti      |

## Tabella
| #   | Csapat                    | M  | GY | D  | V  | G+ – G– | GK  | P  | Megjegyzések                                   |
| --- | ------------------------- | -- | -- | -- | -- | ------- | --- | -- | ---------------------------------------------- |
| 1.  | Zenit SzentpétervárK CV   | 34 | 18 | 13 | 3  | 64–29   | +35 | 67 | 2012–2013-as Bajnokok Ligája – csoportkör      |
| 2.  | CSZKA Moszkva             | 34 | 16 | 13 | 5  | 63–36   | +27 | 61 | 2012–2013-as Bajnokok Ligája – 3. selejtezőkör |
| 3.  | Dinamo Moszkva            | 34 | 17 | 8  | 9  | 52–35   | +17 | 59 | 2012–2013-as Európa-liga – rájátszás           |
| 4.  | Szpartak Moszkva          | 34 | 16 | 11 | 7  | 52–35   | +17 | 59 | 2012–2013-as Európa-liga – 3. selejtezőkör     |
| 6.  | Lokomotiv Moszkva         | 34 | 16 | 9  | 9  | 52–34   | +18 | 57 | 2012–2013-as Európa-liga – 2. selejtezőkör     |
| 5.  | Rubin Kazany              | 34 | 15 | 12 | 7  | 45–29   | +16 | 57 | Felső házi Rájátszás                           |
| 7.  | Anzsi Mahacskala          | 34 | 15 | 11 | 8  | 41–33   | +8  | 56 | Felső házi Rájátszás                           |
| 8.  | Kuban KrasznodarÚ         | 34 | 14 | 9  | 11 | 41–33   | +8  | 51 | Felső házi Rájátszás                           |
|     |                           |    |    |    |    |         |     |    |                                                |
| 9.  | FK Krasznodar Ú           | 32 | 11 | 9  | 12 | 41–45   | −4  | 42 | Alsó házi Rájátszás                            |
| 10. | Rosztov-Na-Donu           | 32 | 9  | 9  | 14 | 35–47   | −12 | 36 | Alsó házi Rájátszás                            |
| 11. | Tyerek Groznij            | 32 | 8  | 8  | 16 | 29–48   | −19 | 32 | Alsó házi Rájátszás                            |
| 12. | Amkar Perm                | 32 | 7  | 10 | 15 | 22–43   | −21 | 31 | Alsó házi Rájátszás                            |
| 13. | Krilja Szovjetov Szamara  | 32 | 7  | 10 | 15 | 22–43   | −21 | 31 | Osztályozó                                     |
| 14. | Volga Nyizsnyij NovgorodÚ | 32 | 8  | 4  | 20 | 25–43   | −18 | 28 | Osztályozó                                     |
| 15. | Szpartak-Nalcsik          | 32 | 6  | 9  | 17 | 28–43   | −15 | 27 | Pervij Gyivizion                               |
| 16. | Tom Tomszk                | 32 | 4  | 9  | 19 | 20–61   | −41 | 21 | Pervij Gyivizion                               |

Utolsó frissítés: Hiba: Érvénytelen idő. 
Forrás: RFPL (oroszul) 
A rangsorolás alapszabályai: 1. pontszám, 2. győzelmek száma, 3. egymás elleni eredmények (pontszám, gólkülönbség, szerzett gólok száma, idegenben szerzett gólok száma), 4. gólkülönbség, 5. szerzett gólok száma, 6. idegenben szerzett gólok száma, 7. előző szezonbeli helyezés, vagy helyosztó-mérkőzés.
(B): Bajnokcsapat, (K): Kieső csapat, (F): Feljutó csapat, (I): Kupainduló, (R): A rájátszás győztese, (KGY): Kupagyőztes

## Góllövőlista
- 24 gólos: Seydou Doumbia (CSZKA)
- 16 gólos: Alexandr Kerzsakov (Zenit)
- 15 gólos: Lacina Traoré (Kuban)
- 11 gólos: Igor Semsov (Dinamo)
- 11 gólos: Andrij Voronyin (Dinamo)
- 11 gólos: Danko Lazović (Zenit)
- 10 gólos: Kevin Kurányi (Dinamo)
- 9 gólos: Danny (Zenit)
- 9 gólos: Vágner Love (CSZKA)
- 9 gólos: Szergej Davidov (Kuban)
- 9 gólos: Roman Adamov (Rosztov-Alsó ház)